# Uli Biaho Tower
Der Uli Biaho Tower ist ein 6109 m hoher pakistanischer Berg im Zentral-Karakorum.

## Lage
Der Granitmonolith liegt im Baltoro Muztagh und befindet sich auf der Westseite des Trangogletschers in unmittelbarer Nähe der bekannteren Trango-Türme.
Vom Uli Biaho Tower ist der einige Kilometer weiter westlich gelegene Uli Biaho Peak zu unterscheiden.

## Besteigungsgeschichte
Der Gipfel wurde erstmals am 3. Juli 1979 von den US-Amerikanern Bill Forrest, Ron Kauk, John Roskelley und Kim Schmitz erklommen, die der 1100 m hohen Ostwand des Berges im Alpinstil zu Leibe rückten und nach zehn Tagen erfolgreich waren.
Zuvor war 1974 eine französische Mannschaft unter der Leitung von Jean Fréhel nur knapp am Nordwestpfeiler gescheitert.
Die 800 m hohe Südwand des Berges wurde von der italienischen Seilschaft Maurizio Giordani, Rosanna Manfrini, Maurizio Venzo und Kurt Walde im Jahr 1988 in einem Vier-Tage-Durchstieg bezwungen.